# بلایای طبیعی

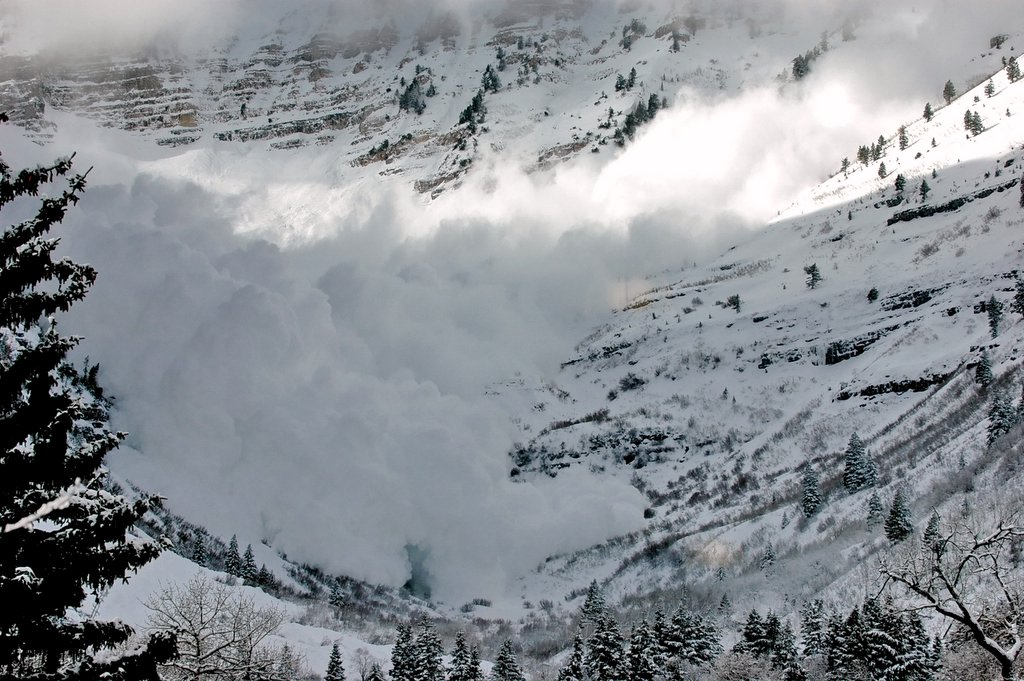
بهمن در کوه تیمپانوگوس یوتا

بلایای طبیعی، بلاهای طبیعی، رخدادهای طبیعی یا فاجعه‌های طبیعی (به انگلیسی: Natural disaster) به مجموعه‌ای از حوادث زیان‌بار گفته می‌شود که منشأ انسانی ندارند. این حوادث معمولاً پیش‌بینی‌نشده بوده یا حداقل از مدت‌های طولانی پیش از وقوع نمی‌توان آن‌ها را پیش‌بینی نمود.

## انواع رخدادهای طبیعی

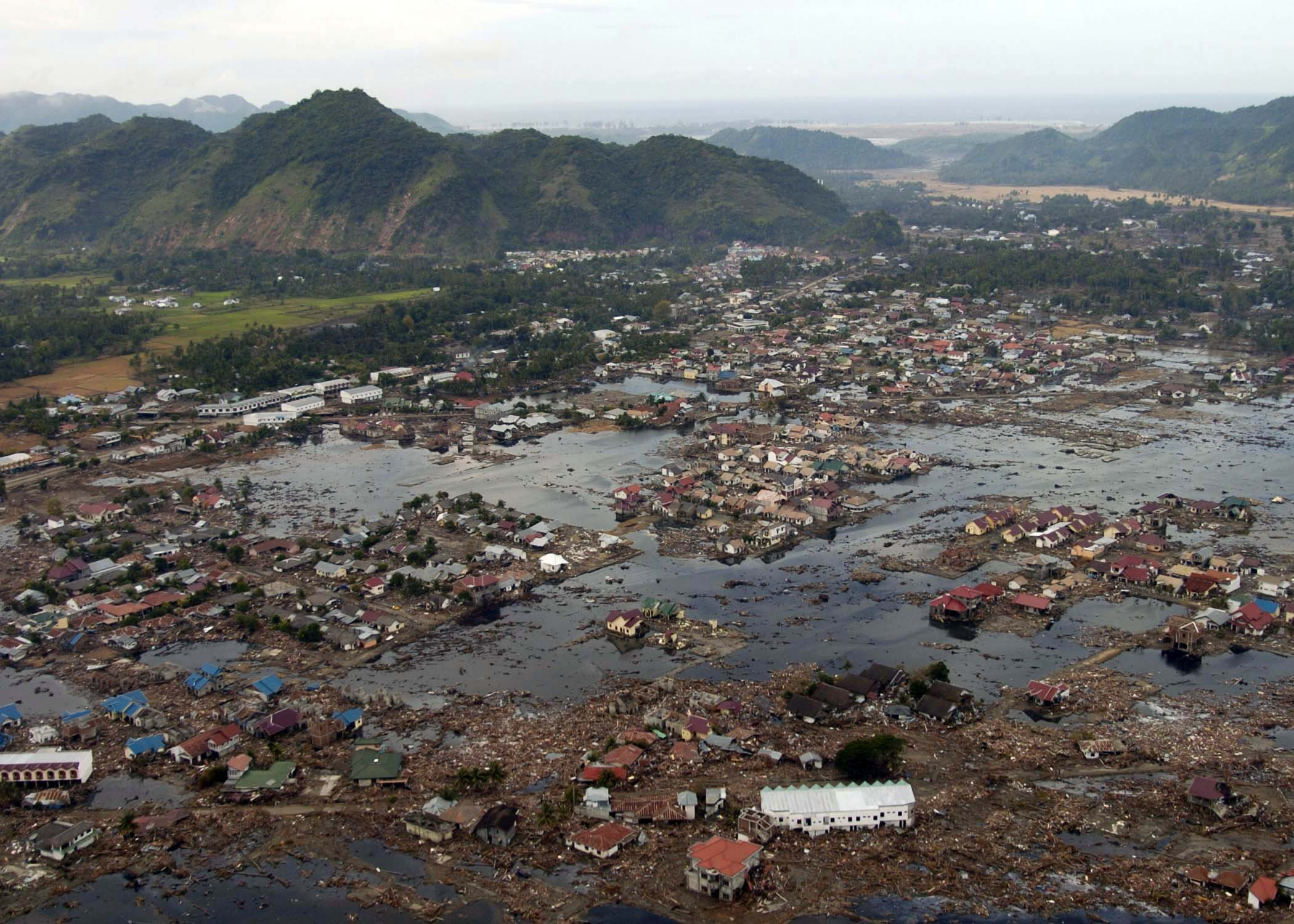
روستایی در سوماترا، پس از سونامی ناشی از وقوع زلزله در اقیانوس هند

رخدادهای طبیعی دارای انواع گوناگونی است. زلزله، سیل، طوفان، گردباد، سونامی، تگرگ، ریزش بهمن، رعد و برق، تغییر شدید درجه حرارت، خشکسالی و آتشفشان نمونه‌هایی از رخدادهای طبیعی هستند. برخی از رخدادهای طبیعی، به‌طور غیرمستقیم، ناشی از عملکردهای انسانی هستند. برای مثال رخدادهای ناشی از افزایش آلودگی هوا یا گرم شدن زمین و همچنین سیل ناشی از نابودی جنگل‌ها به‌دست انسان از این جمله‌اند.

## زیان‌های جهانی
تنها در سال ۲۰۰۸ میلادی، ۲۲۰ هزار نفر در سراسر جهان بر اثر رخدادهای طبیعی جان خود را از دست داده‌اند. در این میان، زنان قربانیان بیشتری نسبت به مردان داده‌اند.
بررسی‌های آماری رخدادهای طبیعی، طی سال‌های ۱۹۹۰ تا ۲۰۰۲ نشاندهنده آن است که این بلایا روندی افزایشی داشته‌اند. بر اساس آمار شدت بلایا چهار برابر، جان‌باختگان هفت برابر، آسیب‌دیدگان پنج برابر و خسارت‌های مالی سی و هشت برابر شده‌اند.
گاهی زیان‌های ناشی از حادثه ثانویه، بیش از زیان‌های ناشی از یک بلای طبیعی است. برای مثال گاهی آسیب‌های ناشی از وقوع آتش‌سوزی پس از وقوع زلزله، از زیان‌های خود زلزله بیشتر است.

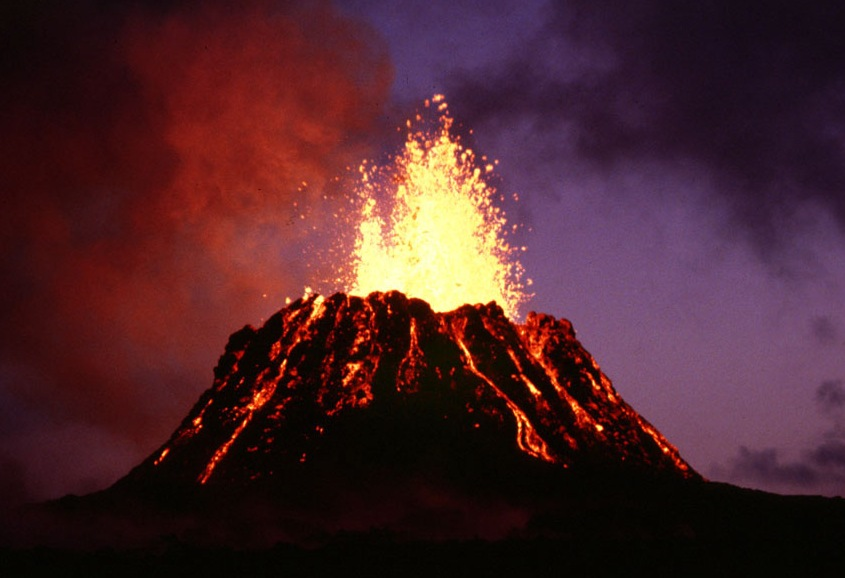
آتشفشان

با آنکه اغلب رخدادهای طبیعی خارج از کنترل انسان به نظر می‌رسند، ولی زیان‌ها و آسیب‌های ناشی از آنها، به‌طور چشمگیری قابل کنترل است. این موضوع ارتباط مستقیمی با عملیات پیشگیرانه توسط انسان دارد. برای مثال استحکام ساختمان‌ها در برابر بارهای افقی جهت کاهش آسیب‌های ناشی از زلزله یا ایجاد پوشش گیاهی و ساخت بندها و سدها جهت کاهش زیان‌های ناشی از سیل، از جمله موارد پیشگیرانه است.
همچنین عکس‌العمل صحیح و اصولی نیز می‌تواند در کاهش آسیب‌های ناشی از رخدادهای طبیعی مؤثر باشد. برای مثال آواربرداری اصولی پس از وقوع یک رویداد زمین‌لرزه، می‌تواند به کاهش زیان‌ها و آسیب‌ها کمک کند.
یکی دیگر از راه‌های کاهش آثار مخرب رخدادهای طبیعی، آموزش است. آموزش همچنین می‌تواند به کاهش اثرات روانی منفی در رخدادهای طبیعی نیز کمک کند. این فرایند نه تنها به مقابله با بحران‌ها کمک می‌کنند، بلکه به رشد پایدار و بهبود کیفیت زندگی نیز منجر می‌شوند. در نهایت، ایجاد یک فرهنگ تاب‌آوری با همکاری و مشارکت همه ذینفعان، کلید موفقیت در این مسیر است.
سالانه بیش از ۲۰۰ میلیون زن از بحرانهای مختلف بلایا و سوانح متعدد صدمه می‌بینند و چنانچه صدمات ناشی از آسیبهای اجتماعی و… به آن اضافه کنیم، درمی‌یابیم که برنامه‌هایی برای توانمندسازی و تقویت تاب‌آوری زنان لازم است که از انتشار و تسری آسیب جلوگیری کند.
کودکان و زنان در رخدادهای طبیعی ممکن است بیش از سایرین آسیب ببینند با توجه به اهمیت موضوع همیشه در این خصوص توصیه‌هایی وجود داشته است اما بهترین رفتار از سوی شما این است که بنشینید و دربارهٔ وقوع بحران با کودک خود صحبت کنید. اگر این کار را نکنید، کودک شما خود به تنهایی به این نتیجه می‌رسد که چقدر وقوع این بحران خاص یا وقوع بلایای طبیعی می‌تواند وحشتناک باشد و بنابراین اغلب تصویری که در ذهن او شکل می‌گیرد بسیار بدتر از آن چیزی است که در واقعیت رخ داده است.

## یادبودها

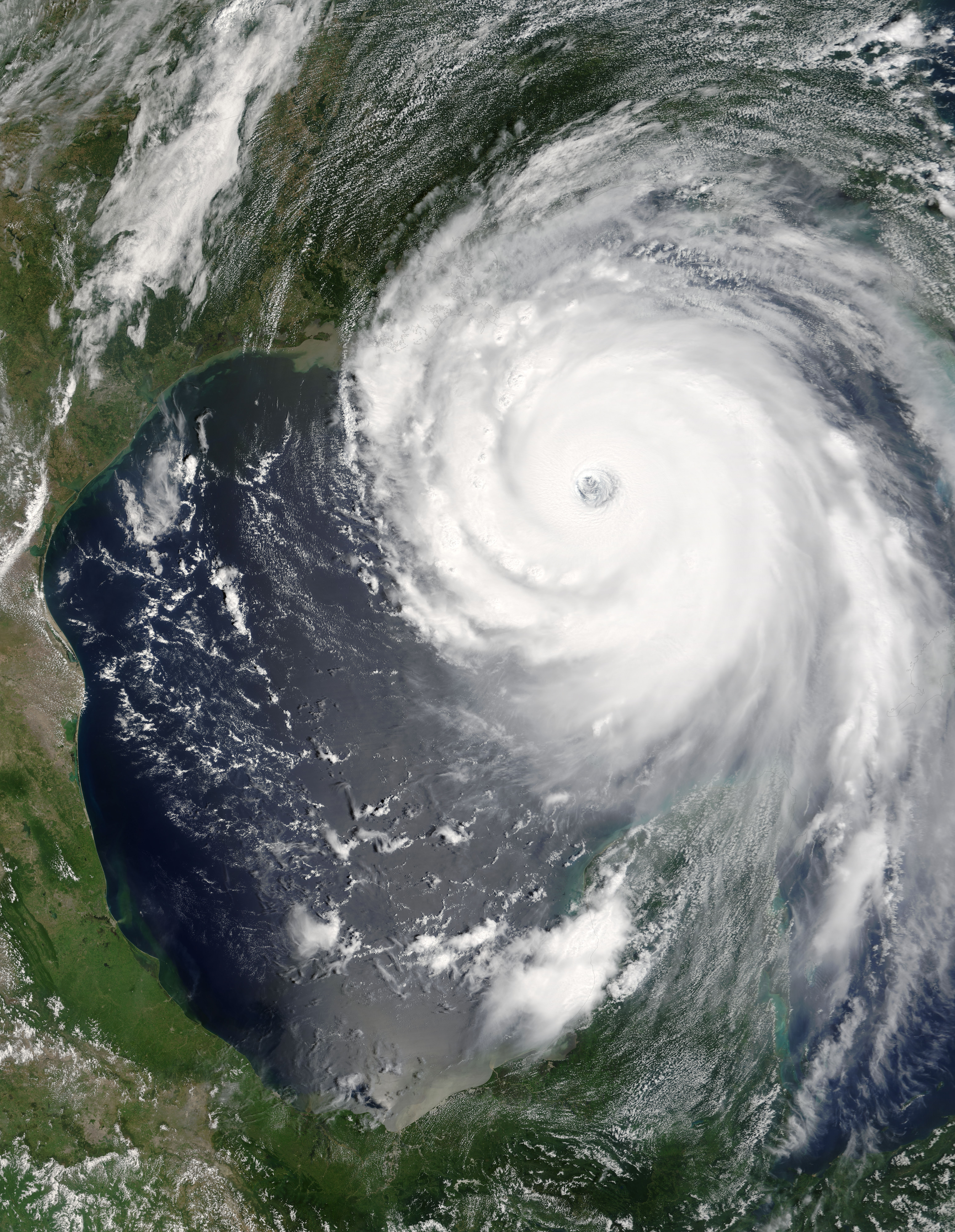
طوفان کاترینا

از سال ۱۹۸۹ میلادی، دومین چهارشنبه ماه اکتبر هرسال، به عنوان «روز جهانی کاهش اثرات رخدادهای طبیعی» نام‌گذاری شده است. در کشور ایران نیز، هفته‌ای به همین عنوان وجود دارد که آغاز این هفته، همان روز جهانی می‌باشد.